# Stadio Maracanã
Lo stadio Giornalista Mário Filho (in portoghese Estádio Jornalista Mário Filho), meglio noto come Maracanã (pronuncia brasiliana: /maɾakɐˈnɐ̃/), è uno stadio calcistico di Rio de Janeiro, in Brasile.
Ospita le partite casalinghe di Fluminense e Flamengo, oltre che saltuariamente di Botafogo e Vasco da Gama, e trae il nome da quello del quartiere di Maracanã, a sua volta derivante dal nome del fiume omonimo, che nelle lingue tupi-guaraní significa "pappagallo".
Inaugurato per ospitare il campionato del mondo nel 1950, l'impianto ha ospitato folle di oltre 150.000 persone in più di 25 occasioni e folle di oltre 100.000 persone in oltre 280 occasioni. A seguito dei lavori di adeguamento e rinnovamento in vista dell Confederations Cup 2013 e del campionato del mondo 2014, l'iniziale capienza è stata ridotta a 78.838 posti a sedere, che ne fanno il più capiente stadio brasiliano, il terzo del Sudamerica.
Ha ospitato inoltre i Giochi Panamericani del 2007, le cerimonie di apertura e chiusura dei Giochi Olimpici di Rio de Janeiro 2016 e due finali di Coppa Libertadores (2020 e 2023).
È il secondo stadio ad avere ospitato più partite dei mondiali di calcio, ben 15, preceduto solo dall'Azteca di Città del Messico.

## Descrizione
Messo in cantiere nel 1948 in previsione del campionato del mondo 1950, in occasione del quale fu inaugurato, il Maracanã ha una struttura che copre un'area complessiva di 304284 m², che ne fanno uno degli impianti sportivi più estesi del mondo.
Originariamente previsto per una capienza tra i 140 000 e i 160 000 spettatori (anche se sono documentati casi in cui si sfiorarono i 200 000 accessi), dopo le ristrutturazioni che richiedevano solo posti a sedere, la capienza si è ridotta a 92 000 spettatori. Dopo l'ultima ristrutturazione i posti si sono ulteriormente ridotti a 78 838 spettatori.
Il Maracanã è stato completamente ristrutturato in vista della Coppa del mondo di calcio del 2014, evento tenutosi in Brasile anche nel 1950, e delle Olimpiadi e Paralimpiadi del 2016.

## Caratteristiche tecniche
È di pianta circolare con accessi in direzione nord e sud, due anelli; al suo interno comprende il Museo dello Sport intitolato a Garrincha.
Il terreno di gioco è in erba e circondato da un fossato profondo 3 metri.
La proprietà è condivisa fra la prefettura di Rio de Janeiro e la CBF, la federazione brasiliana di calcio, benché siano cominciate le pratiche di vendita ai privati.
Una particolarità (unica al mondo) dello stadio è quella di avere 20 000 posti coperti del primo anello (le cosiddette «cadeiras perpetuas») che su idea dell'allora vicepresidente della FIFA e del presidente della FIGC Ottorino Barassi (che supervisionò i lavori di costruzione) furono venduti in anticipo nel 1948 come abbonamenti speciali per finanziare la costruzione dell'impianto, e che danno tuttora diritto ai possessori degli stessi di assistere gratuitamente a tutte le partite che vi si giocano (comprese quelle della nazionale brasiliana) per 100 anni, fino al 16 giugno 2050.
Per questo motivo il numero di biglietti venduti per le partite è sempre appunto ridotto di 20 000.

### Capienza

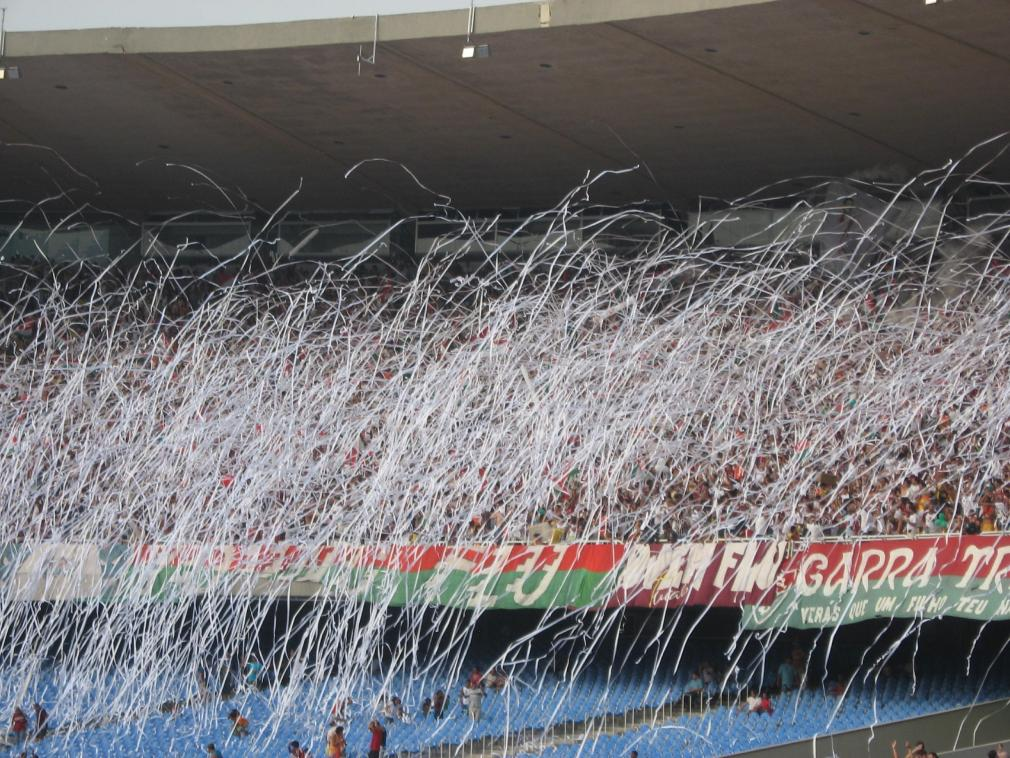
La tifoseria del Fluminense al Maracanã.

Costruito originariamente con una capienza di 165 000 spettatori (100 000 a sedere non numerati nel secondo anello, 35 000 a sedere numerati nel primo e altri 30 000 in piedi nel parterre) durante l'ultimo incontro del Mondiale del 1950 si stima che ospitò un numero di spettatori pari a 200 000, a tutt'oggi un record mondiale per gli sport di squadra; lo conferma lo stesso João Havelange, ex-presidente FIFA, quel giorno comune spettatore. Successivamente l'impianto ha visto la sua capienza diminuire gradualmente per omologarlo ai sempre maggiori standard di comfort e sicurezza internazionali, anche per le limitazioni imposte per via del degrado delle infrastrutture. A oggi è stato superato in capienza da vari stadi, come il Wembley e il Camp Nou, ma resta comunque uno dei più grandi per una capienza eventuale non autorizzata.

## Storia

Una partita allo stadio Maracanã prima del campionato del mondo del 1950.

### La costruzione e il campionato mondiale di calcio del 1950
Situato a Rio de Janeiro nel quartiere di Maracanã (zona nord della città), fu inaugurato il 16 giugno 1950. La partita inaugurale in quello che allora si chiamava Municipal si svolse tra le rappresentative di Rio de Janeiro e quella di San Paolo e finì con il risultato di 3-1 a favore di questi ultimi: il primo gol segnato nello storico impianto fu di Didi.

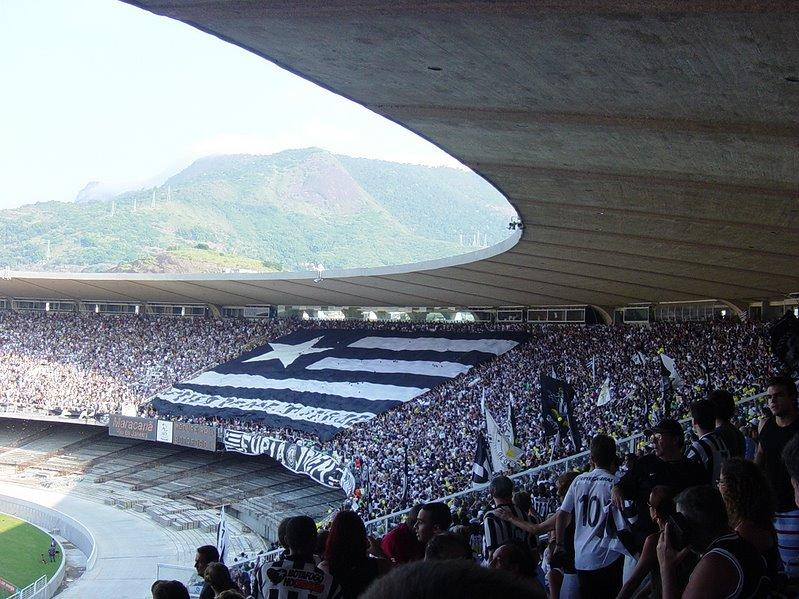
La tifoseria del Botafogo al Maracanã.

Il vero obiettivo dell'ingegnere Paulo Pinheiro Guedes era quello di realizzare un impianto adatto a ospitare il primo campionato mondiale di calcio del dopoguerra, nel 1950. Il numero di posti, eccezionale per l'epoca, si giustifica proprio con la grande attesa da parte delle autorità brasiliane per l'evento che avrebbe dovuto – a detta di molti – incoronare come campione del mondo la nazionale padrona di casa per la prima volta nella sua storia. Le cose non andarono per il verso giusto, data la sconfitta dei brasiliani allora allenati da Flávio Costa. In occasione della partita finale del campionato del mondo del 1950, lo stadio Maracanã arrivò a ospitare 199 854 spettatori, e dopo la sconfitta dei padroni di casa contro l'Uruguay per 2–1, sette tifosi brasiliani si tolsero la vita; tale tragedia è tuttora conosciuta anche con il nome di Maracanazo.
Nel 1964 l'impianto fu ribattezzato Estadio Mário Filho, giornalista che appoggiò con forte entusiasmo la sua costruzione, e solo l'anno dopo fu finalmente completato, ben 15 anni dopo la sua inaugurazione.
Fu successivamente soprannominato Maracanã in onore del fiume che scorre nel quartiere, a sua volta derivante da una parola delle lingue tupi-guaraní che significa "pappagallo", specie presente nella zona.
In questa struttura Pelé realizzò, su rigore, il suo gol numero 1 000 al 34' dell'incontro fra il suo Santos e il Vasco da Gama (2–1) il 19 novembre 1969. Fra i tanti campioni che hanno giocato in questo stadio, si ricordano i due più grandi idoli e cannonieri di sempre di due delle quattro maggiori squadre di Rio, Zico del Flamengo (autore di 333 reti in 435 incontri giocati al «Maracanã» negli anni '70 e '80 con le maglie del Flamengo e della Seleção) e l'amico-rivale Roberto Dinamite del Vasco da Gama (che con 190 gol segnati dal 1971 al 1992 detiene il record di marcature del campionato brasiliano). Roberto Rivellino, del Fluminense (1975-1978) e della Seleção, ha affascinato gli spettatori con i suoi dribbling e la sua creatività, come il Botafogo di Garrincha alla fine del '50 e nei primi anni '60.

### La ristrutturazione, la riapertura parziale del 2006 e la vendita

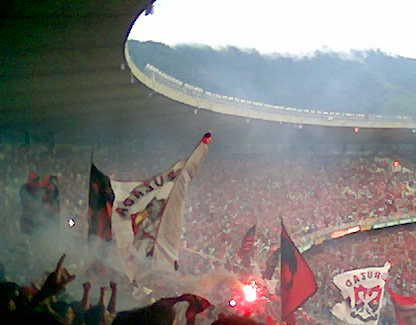
La tifoseria del Flamengo all'interno del Maracanã.

Dopo una ristrutturazione durata circa 9 mesi, i tifosi brasiliani poterono assistere alla parziale riapertura dell'impianto (dato che il primo anello era ancora chiuso) il 22 gennaio 2006, in occasione del derby Botafogo-Vasco da Gama, terminato con il risultato di 5-3. La struttura versava ancora in una situazione veramente pessima, tanto che il presidente della Federcalcio brasiliana Teixeira pensò di abbatterla e di venderne al pubblico i mattoni, come avvenuto per il celebre stadio Wembley di Londra. A questa idea si oppose pubblicamente Pelé stesso ma senza ottenere risultato, tant'è che il 17 ottobre 2007 l'impianto sportivo ospitò l'ultimo incontro della nazionale brasiliana (Brasile-Ecuador). La procedura di vendita ai privati ebbe inizio subito dopo il match, a causa dei numerosi debiti pattuiti, come fu preannunciato il 26 gennaio dello stesso anno dall'assessore al turismo di Rio, Eduardo Paes.

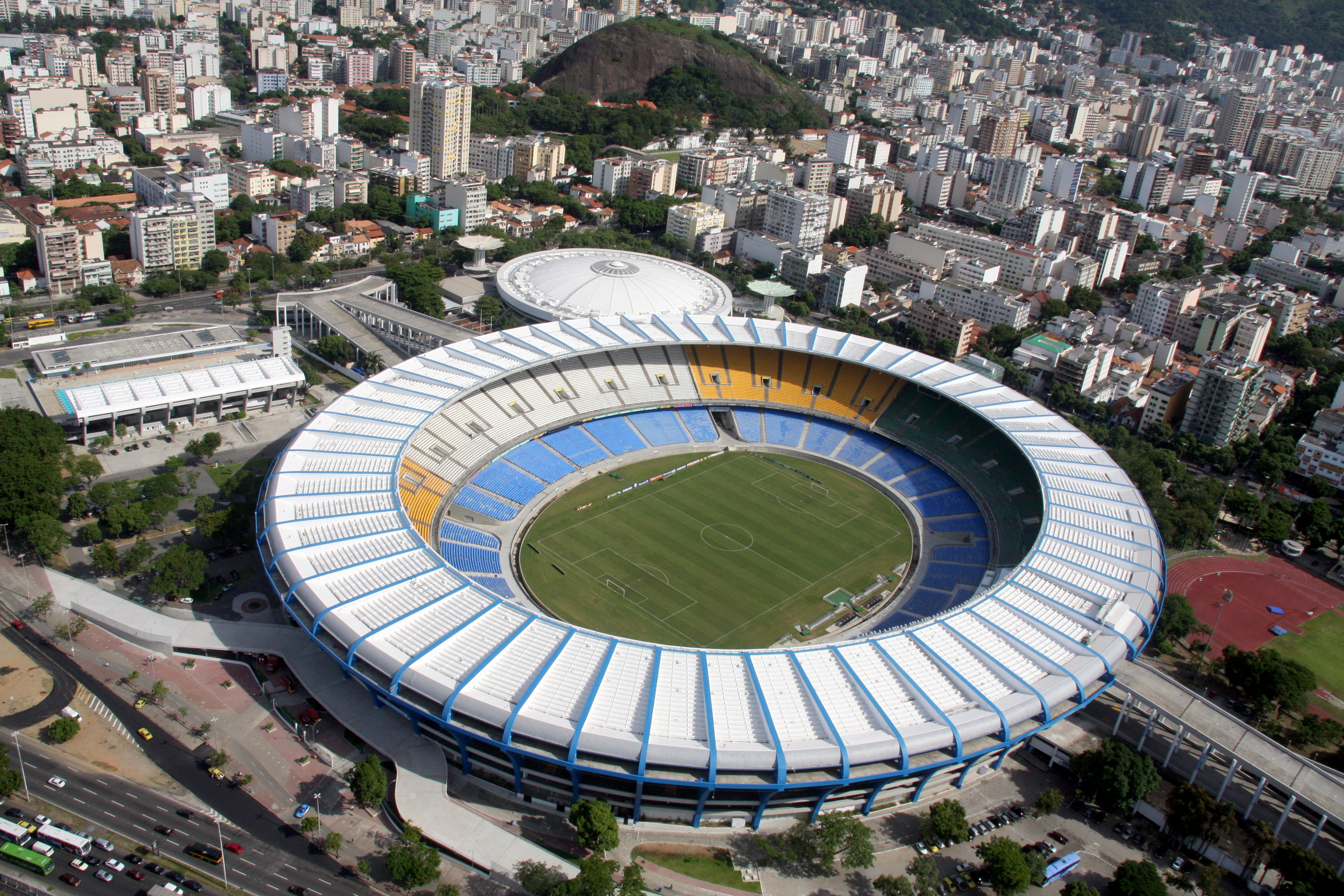
Panoramica dello stadio prima della ristrutturazione del 2013.

Al Maracanã si sono disputate le gare di cartello che necessitano di impianti più grandi di quelli di proprietà delle squadre di prima divisione di Rio (Botafogo, Flamengo, Fluminense e Vasco da Gama), oltre a molti incontri della nazionale di calcio brasiliana. Nel 2000 lo stadio ha anche ospitato le partite più importanti della prima edizione del Mondiale per club. Il 2 luglio 2008, dopo 10 anni, è tornato a ospitare una finale della Coppa Libertadores, essendo la sede della sfida di ritorno fra Fluminense e LDU Quito. Nel 2013 è stato sede di diverse partite (tra cui la finale) della Confederations Cup, evento svoltosi in vista del Mondiale del 2014; durante la rassegna iridata il Maracanã ha ospitato diversi incontri, tra i quali nuovamente la finalissima, Germania-Argentina, che vide laurearsi campione del mondo la nazionale tedesca.
L'impianto ospitò poi negli anni a venire altri eventi sportivi di grande importanza, come le Olimpiadi e Paralimpiadi 2016 (cerimonie di apertura e chiusura, e alcune partite del torneo di calcio) e alcune partite della Copa América 2019 (prevista nel 2015, ma rinviata per gli impegni assunti in precedenza).

### Ristrutturazione per il campionato mondiale di calcio del 2014 e le Olimpiadi e Paralimpiadi del 2016
In vista del campionato del mondo di calcio del 2014 è stato avviato un importante progetto di ricostruzione, con i lavori iniziati alla fine del 2010. Le gradinate dei posti a sedere originali, con una configurazione a due livelli, sono state demolite, lasciando il posto a nuove gradinate. I nuovi sedili sono di colore giallo, blu e bianco, creando insieme con il verde del campo i colori nazionali brasiliani. Inoltre le tonalità grigiastre rimandano al colore della facciata principale dello stadio.

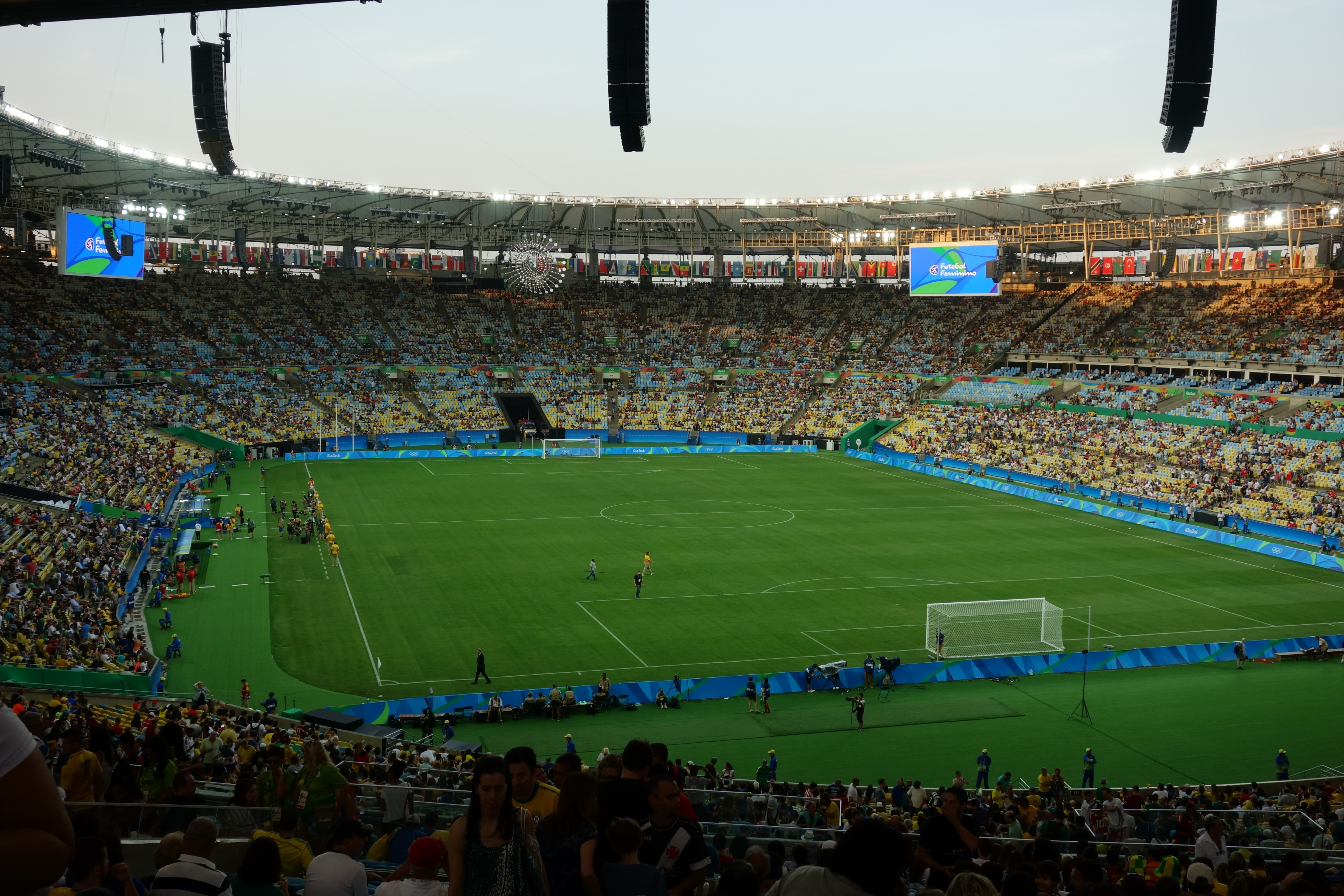
Lo stadio durante la finale del torneo femminile di calcio a Rio 2016.

Il tetto dello stadio originale, in calcestruzzo, è stato demolito e sostituito con una membrana di fibra di vetro e teflon. Il nuovo tetto copre la totalità dei posti a sedere all'interno dello stadio, a differenza del primo.
Durante i lavori di ristrutturazione, circa 70 nativi che occupavano l'ex Museo indigeno che sorgeva a fianco dello stadio sono stati sfrattati per far spazio a un centro commerciale e a un parcheggio in vista della Coppa del Mondo. L'edificio era una vecchia villa di epoca coloniale e i nativi, che appartenevano a 17 tribù diverse, volevano che fosse preservato come Centro Culturale Indigeno.
Il 28 aprile 2013 lo stadio è stato riaperto dopo la ristrutturazione, costata circa 404 milioni di dollari, con una partita tra ex campioni del calcio brasiliano.
 Il 2 giugno 2013 il nuovo impianto è stato ufficialmente inaugurato con un'amichevole tra Brasile e Inghilterra, terminata 2-2. Il 16 giugno seguente l'impianto ha ospitato la seconda partita della FIFA Confederations Cup 2013, quella tra Messico e Italia, terminata con la vittoria dell'Italia per 2-1.
Il 15 giugno 2014 il Maracanã ha ospitato la partita del campionato mondiale di calcio 2014 vinta dall'Argentina contro la Bosnia ed Erzegovina per 2-1. In totale ha ospitato quattro partite della fase a gironi di Brasile 2014, un ottavo di finale, un quarto di finale e la finale vinta dalla Germania contro l'Argentina per 1-0 dopo i tempi supplementari. I padroni di casa della Seleçao non hanno mai giocato nello stadio durante il torneo.
Nel 2016 ha ospitato le cerimonie di apertura e chiusura dei Giochi Olimpici di Rio de Janeiro.
È stato sede di due finali di Coppa Libertadores (2020 e 2023).

## Partite di rilievo

### Mondiali di calcio 1950

#### Fase a gironi

##### Gruppo 1
| Arbitro: | Reader |

|                                       |           |  |
| Ademir 30’, 79’ Jair 65’ Baltazar 71’ | Marcatori |  |

| Arbitro: | Griffiths |

|                       |           |  |
| Ademir 3’ Zizinho 69’ | Marcatori |  |

##### Gruppo 2
| Arbitro: | van der Meer |

|                           |           |  |
| Mortensen 39’ Mannion 51’ | Marcatori |  |

| Arbitro: | Malcher |

|                      |           |  |
| Basora 17’ Zarra 30’ | Marcatori |  |

| Arbitro: | Galeati |

|           |           |  |
| Zarra 48’ | Marcatori |  |

#### Girone finale
| Arbitro: | Ellis |

|                                                     |           |                      |
| Ademir 17’, 37’, 51’, 59’ Chico 39’, 87’ Maneca 85’ | Marcatori | 67’ (rig.) Andersson |

| Arbitro: | Leafe |

|                                                                 |           |          |
| Parra 15’ (aut.) Jair 21’ Chico 29’, 55’ Ademir 57’ Zizinho 74’ | Marcatori | 70’ Igoa |

#### Finale (ultima partita del girone finale)
| Arbitro: | Reader |

| |            |                                                                              |
| Schiaffino 66’ Ghiggia 79’                                                                         | Marcatori  | 47’ Friaça                                                                   |
| Máspoli Míguez Schiaffino Morán Tejera Rodríguez Andrade M. González Varela Ghiggia Pérez Gambetta | Formazioni | Barbosa Friaça Bigode Chico Ademir Jair Bauer Augusto Zizinho Juvenal Danilo |
| López Fontana                                                                                      | Allenatori | Costa                                                                        |

### Mondiale per club FIFA 2000

#### Girone B
| Data            | Incontro                         | Risultato | Note |
| --------------- | -------------------------------- | --------- | ---- |
| Brasil 2000     |                                  |           |      |
| 6 gennaio 2000  | Manchester Utd - Necaxa          | 1-1       |      |
| 6 gennaio 2000  | Vasco da Gama - South Melbourne  | 2-0       |      |
| 8 gennaio 2000  | Manchester Utd - Vasco da Gama   | 1-3       |      |
| 8 gennaio 2000  | South Melbourne - Necaxa         | 1-3       |      |
| 10 gennaio 2000 | Manchester Utd - South Melbourne | 2-0       |      |
| 10 gennaio 2000 | Necaxa - Vasco da Gama           | 1-2       |      |

#### Finale
| Arbitro: | Dick Jol |

|                                     |                      |                                                   |
| Rincón Baiano Luizão Edu Marcelinho | Tiri di rigore 4 – 3 | Romário Alex Oliveira Gilberto Melo Viola Edmundo |

### FIFA Confederations Cup 2013
- 16 giugno 2013:  Messico -  Italia, 1-2; gruppo A
- 20 giugno 2013:  Spagna -  Tahiti, 10-0; gruppo B

#### Finale
| Arbitro: | Björn Kuipers |

|                         |           |  |
| Fred 2’, 47’ Neymar 44’ | Marcatori |  |

### Mondiali di calcio 2014
| Data           | Orario (BRT) | Squadra numero 1 | Ris.  | Squadra numero 2     | Fase del torneo  | Spettatori |
| -------------- | ------------ | ---------------- | ----- | -------------------- | ---------------- | ---------- |
| 15 giugno 2014 | 19:00        | Argentina        | 2 - 1 | Bosnia ed Erzegovina | Girone F         | 74 738     |
| 18 giugno 2014 | 16:00        | Spagna           | 0 - 2 | Cile                 | Girone B         | 74 101     |
| 22 giugno 2014 | 19:00        | Belgio           | 1 - 0 | Russia               | Girone H         | 73 819     |
| 25 giugno 2014 | 17:00        | Ecuador          | 0 - 0 | Francia              | Girone E         | 73 749     |
| 28 giugno 2014 | 17:00        | Colombia         | 2 - 0 | Uruguay              | Ottavi di finale | 73 804     |
| 4 luglio 2014  | 13:00        | Francia          | 0 - 1 | Germania             | Quarti di finale | 74 240     |
| 13 luglio 2014 | 16:00        | Germania         | 1 - 0 | Argentina            | Finale           | 74 738     |

## Altri usi
L'impianto è stato anche teatro di molti importanti concerti, tra i quali spiccano quelli di Frank Sinatra per il trentesimo anniversario, quando il 16 gennaio 1980 radunò 180 000 spettatori, e quelli di Tina Turner e Paul McCartney, che, rispettivamente, nel 1988 e nel 1990 entrarono nel Guinness dei primati per aver venduto, per una notte sola, 182 000 biglietti. Lo stesso fecero gli A-ha nel 1991 con 198 000 biglietti venduti.
Altri artisti che si sono esibiti nello stadio sono stati Julio Iglesias, i Kiss, Sting, i Rolling Stones e i Rush.
La Showgirl italiana Raffaella Carrà che nel 1980 si è esibita in concerto radunando 140 000 persone e tra il pubblico c'era anche Pelè.
La popstar Madonna si è esibita allo stadio nel 1993 durante il Girlie Show, davanti a un pubblico di 120 000 persone, successivamente ha fatto ritorno allo stadio nel 2009, con il suo Sticky & Sweet Tour. I Queen fecero richiesta di poter realizzare un loro concerto il 19 marzo del 1981 all'interno dello stadio, ma il permesso fu negato dalle autorità. La struttura è stata teatro delle visite di papa Giovanni Paolo II in Brasile nel 1980 e nel 1997.

## Galleria d'immagini

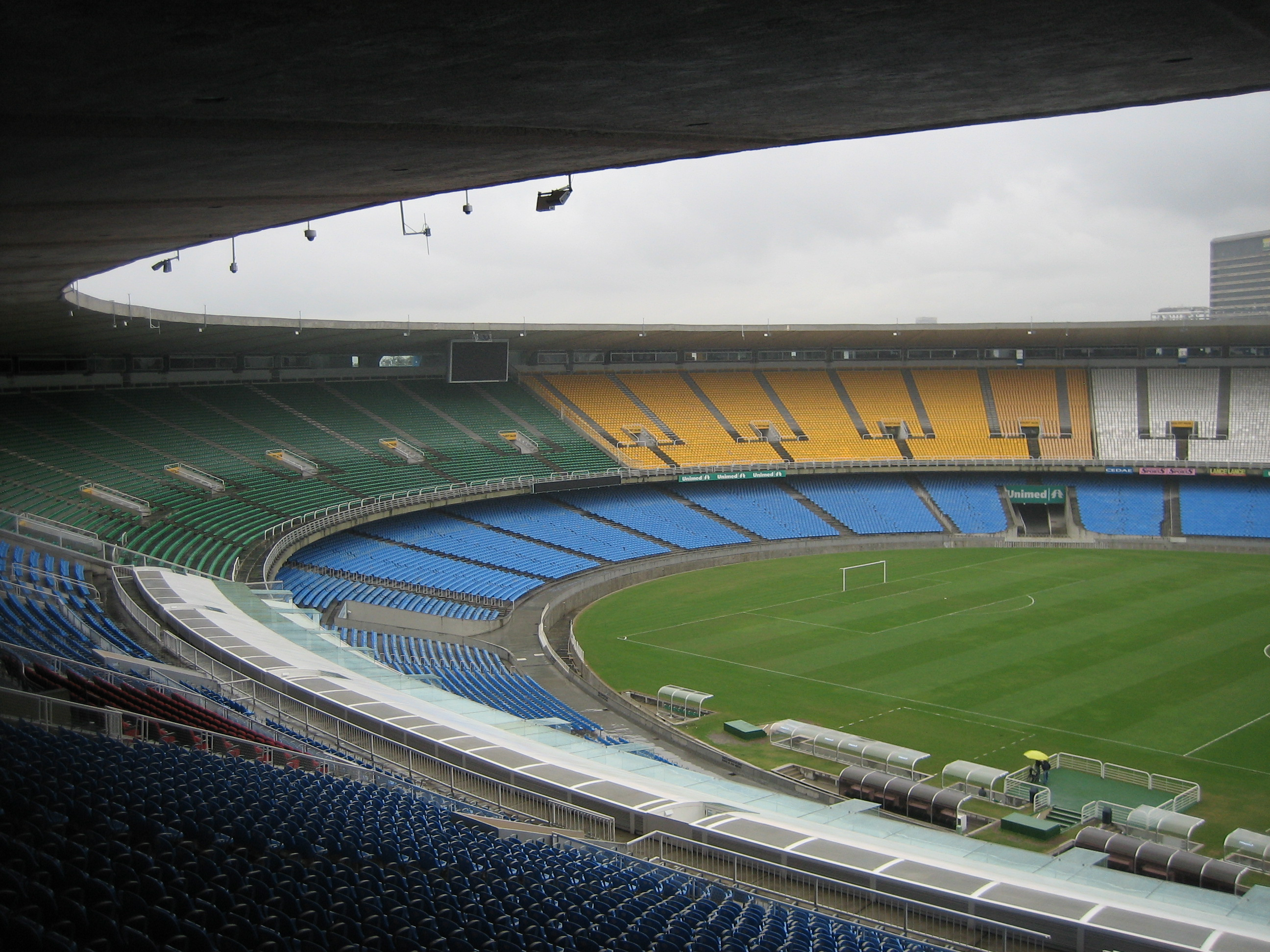
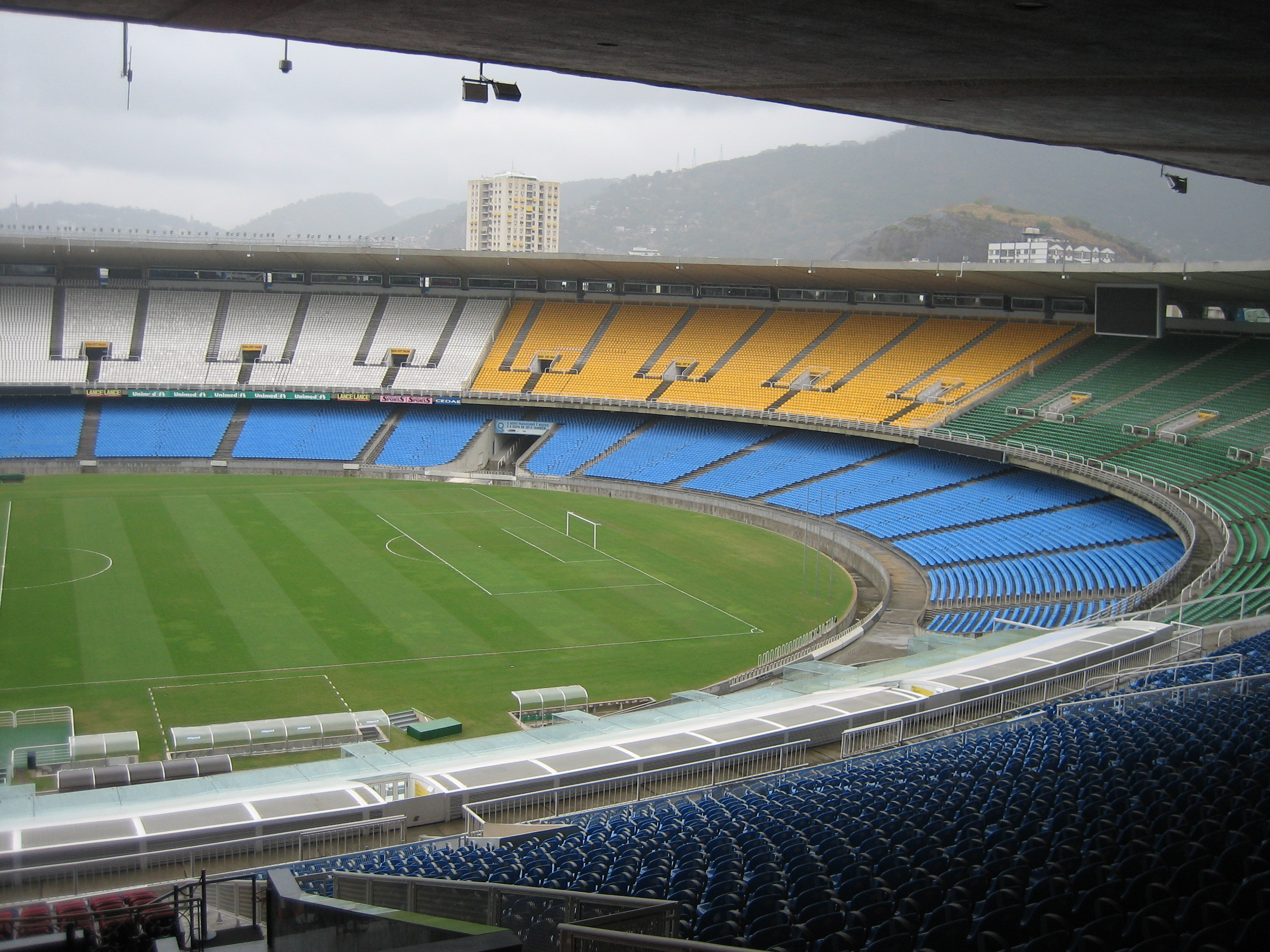
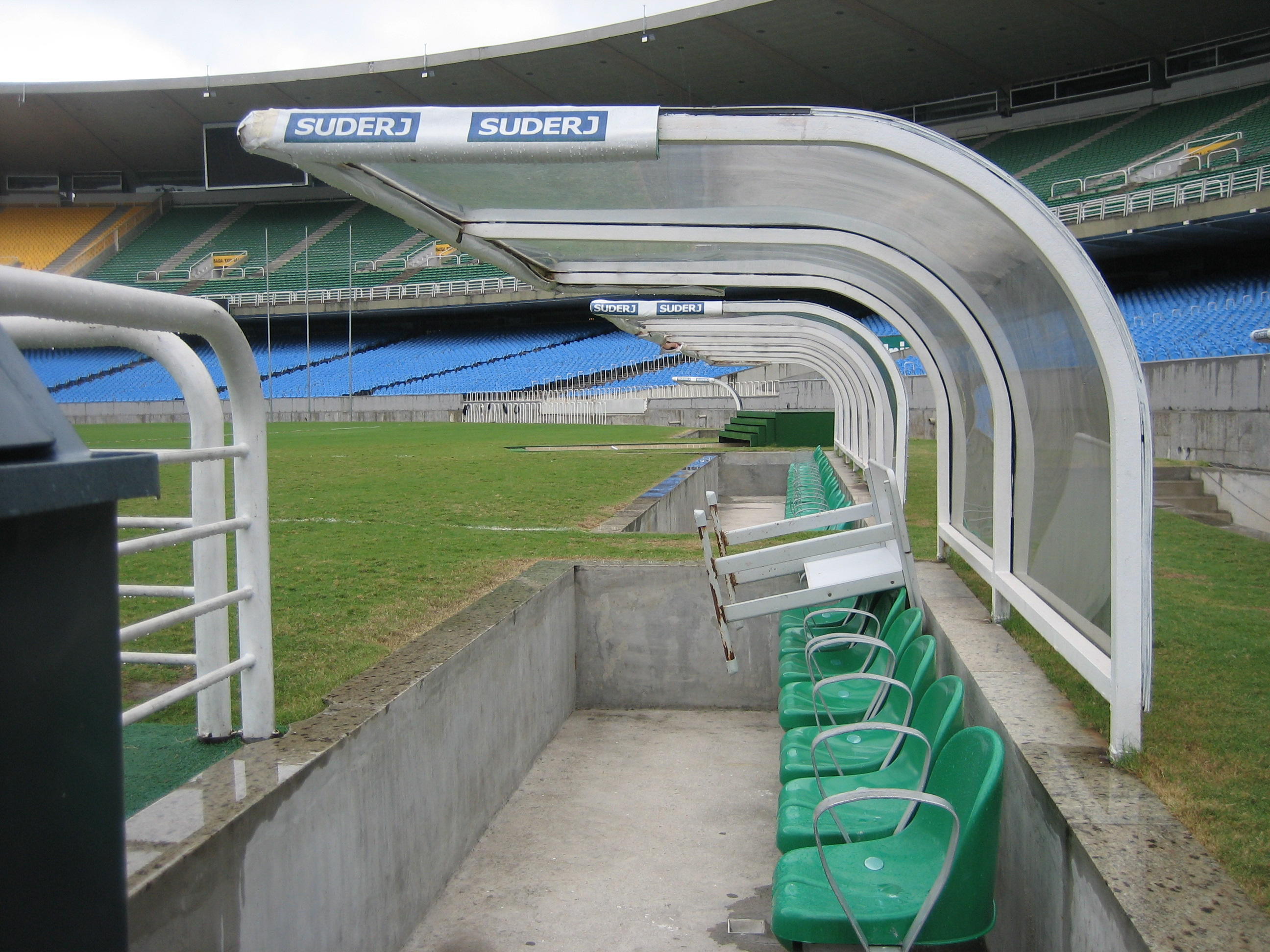